# パイク (SS-173)
パイク (USS Pike, SS-173) は、アメリカ海軍の潜水艦。ポーパス級潜水艦の一隻。艦名は北半球に分布する大型淡水魚のカワカマス科（パイク科）カワカマス属に属する魚の総称に因む。その名を持つ艦としては2隻目。

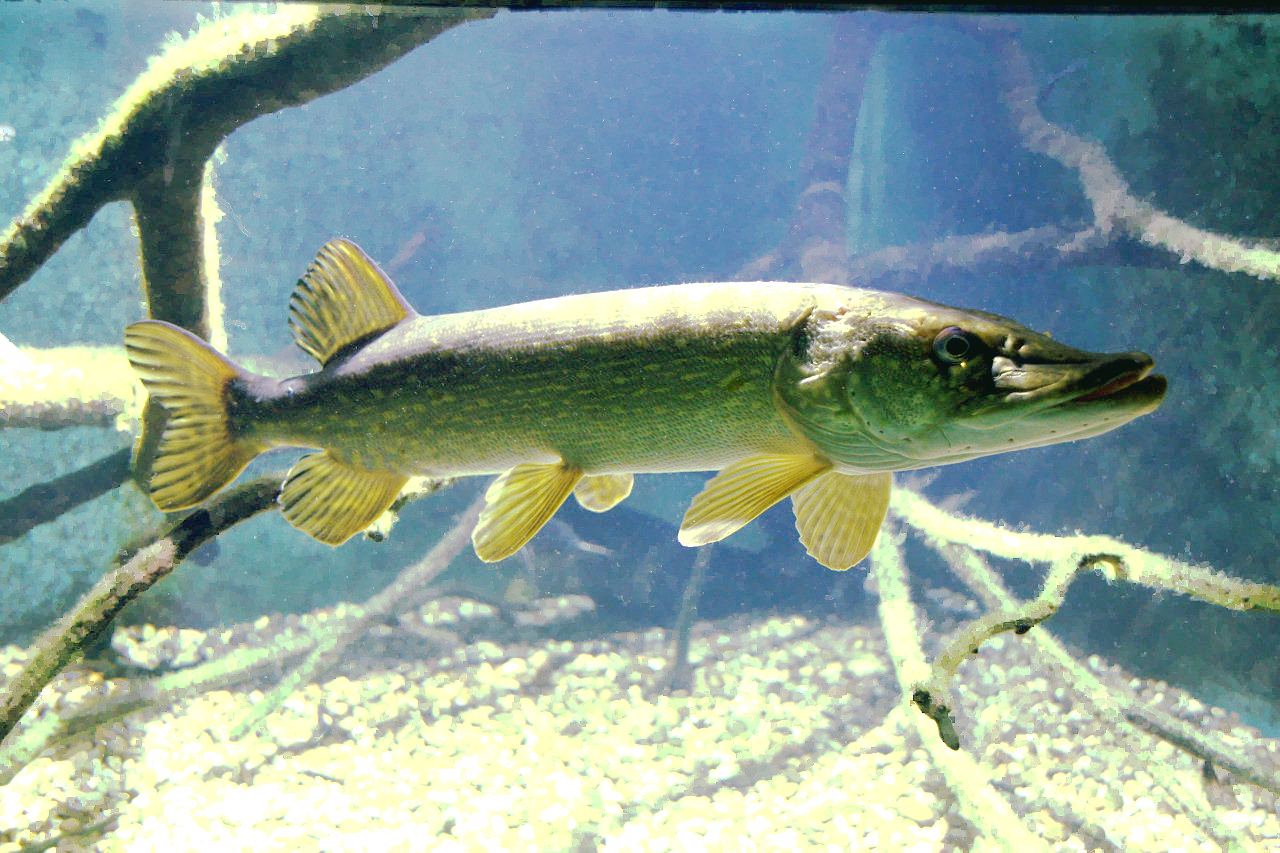
ノーザンパイク（Northern pike）

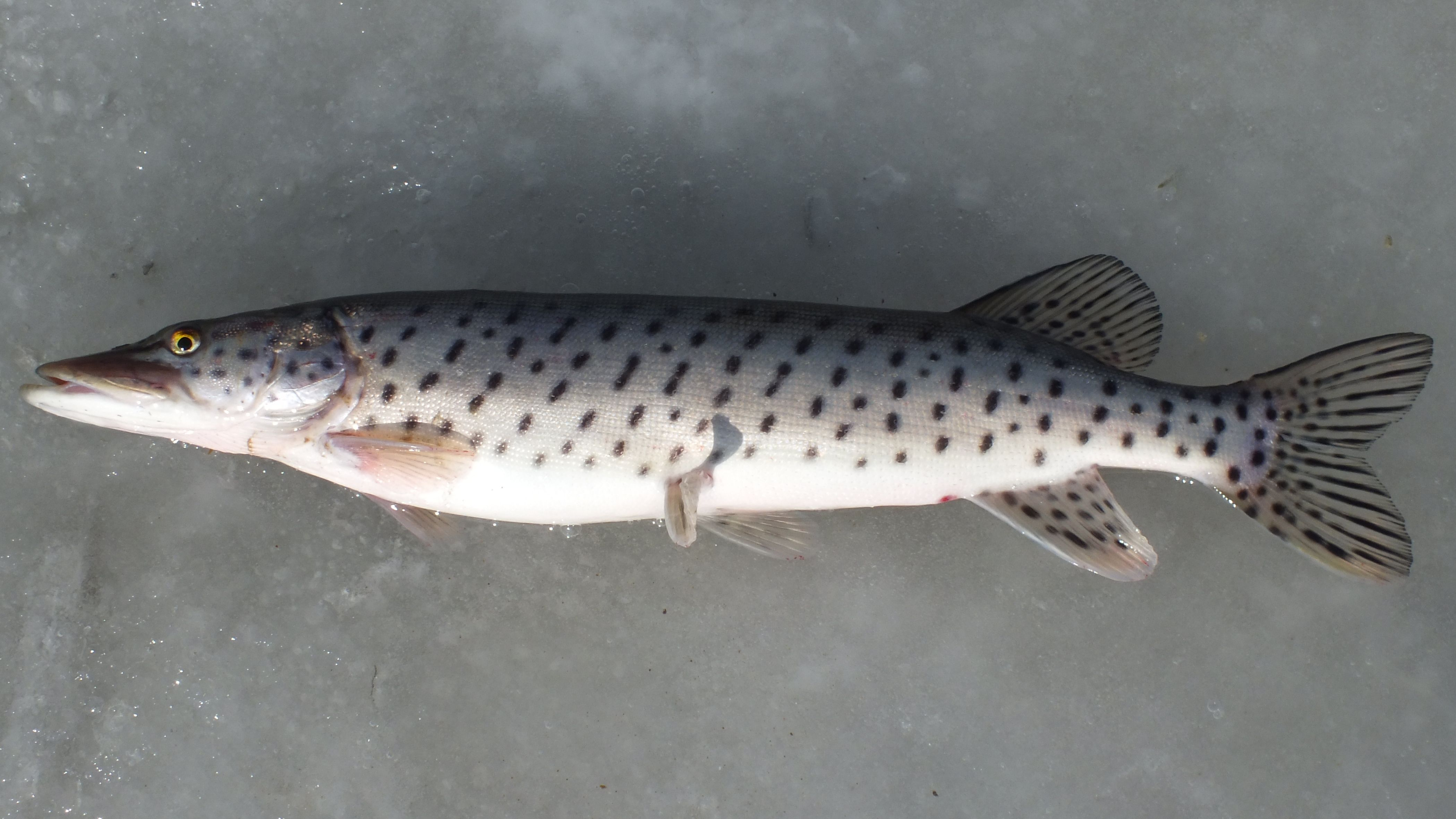
アムールパイク（Amur pike）

## 艦歴
パイクは1933年12月20日にメイン州キタリーのポーツマス海軍造船所で起工した。1935年9月12日にジェーン・ローガン・スナイダーによって命名、進水し、1935年12月2日に艦長ヒーバー・H・マクリーン少佐の指揮下就役する。

### 開戦まで
大西洋での整調後、パイクは1937年2月10日にロードアイランド州ニューポートを出航し、パナマ運河を経由してカリフォルニア州サンディエゴへ向かう。1937年から1939年までハワイ近海で演習に何度か参加する。1939年12月1日にマニラ湾に入港し、カヴィテでアジア艦隊第5潜水艦隊に合流。1940年6月20日に出航し中国沿岸を上海から青島へ巡航した。8月24日にカヴィテに帰還し、フィリピン近海を巡航する。

### 第1、第2、第3、第4、第5の哨戒 1941年12月 - 1942年6月
12月8日の日本軍による真珠湾攻撃に応じて、パイクは艦長ウィリアム・A・ニュー少佐（アナポリス1925年組）の指揮下に、最初の哨戒で香港方面に向かった。マニラと香港を結ぶ海域哨戒したが、哨戒海域で出くわした船はジャンクだらけで、肝心の日本の艦船は12月17日に発見した輸送船以外見つけられなかった。その目標に対しては魚雷を1本だけ発射したが、命中しなかった。12月24日にはプラタス島を偵察。12月29日、パイクは21日間の行動を終えてマニラに帰投した。
12月31日、パイクは2回目の哨戒でセレベス島方面に向かった。その日の夕刻、パイクはオーストラリアのダーウィンに向かうよう指示された。2日後の1942年1月2日にマニラは陥落する。ダーウィンに向かう途中、パイクはモルッカ海峡、マナド近海で哨戒を行った。1月12日に白鷹型敷設艦と思しき艦艇、および1月8日と10日、13日には警戒中の日本の駆逐艦を発見する。1月24日、パイクは25日間の行動を終えてダーウィンに帰投した。
2月5日、パイクは3回目の哨戒でフローレス海方面に向かった。2月20日にオンバイ海峡にて夕張型軽巡洋艦と思しき艦艇を発見して魚雷を2本発射するも命中せず、24日にはアロール島沖で1隻の巡洋艦と4隻の駆逐艦からなる日本艦隊を発見するも先制の爆雷攻撃を受けて退散する。28日にもロンボク海峡で巡洋艦と駆逐艦を確認したが、攻撃はしなかった。3月に入ってからも3日に日本艦船を発見し、次いでジャワ島南岸部へ回ってチラチャップ近海で哨戒する。3月8日にも敵味方不明の潜水艦を発見し、クリスマス島近海を哨戒中の3月19日にも7,000トン級貨物船を発見した。3月28日、パイクは51日間の行動を終えてフリーマントルに帰投した。
4月19日、パイクは4回目の哨戒で真珠湾に向かった。真珠湾への道中では哨戒も行い、4月中はスンバ島やオンバイ海峡、セラム海などを哨戒。5月に入ってからはパラオ北方海域、ウェーク島沖を偵察。5月4日夜、パイクは太平洋艦隊の指揮下に入った。5月25日、パイクは35日間の行動を終えて真珠湾に帰投した。
5月30日、パイクは5回目の哨戒でミッドウェー海戦に参加してミッドウェー島近海に向かった。ターポン (USS Tarpon, SS-175) および駆逐艦リッチフィールド (USS Litchfield, DD-336) と哨戒チームを組み、5月31日から6月5日までは真珠湾とカウアイ海峡を結ぶ海域および北緯26度30分 西経157度50分 / 北緯26.500度 西経157.833度を中心とするミッドウェー島近海で、6月6日と7日はチームにグロウラー (USS Growler, SS-215) とフィンバック (USS Finback, SS-230) を加え、オアフ島から250マイル北方の海域で哨戒を行った。6月9日、パイクは11日間の行動を終えて真珠湾に帰投。オーバーホールのためメア・アイランド海軍造船所に回航され、攻撃力アップを企図して外装魚雷発射管が装備され、艦橋も改修された。

### 第6、第7、第8の哨戒 1942年12月 - 1943年9月
12月16日、パイクは6回目の哨戒でポラック (USS Pollack, SS-180) とともに日本近海に向かった。その道中、ウェーク島を爆撃するアメリカ陸軍航空軍部隊への支援を行う。太平洋艦隊司令部からの指示により一旦ミッドウェー島に引き返した後、12月28日に再び出撃した。1943年1月14日10時ごろ、パイクは潮岬西方、市江崎南西方で北上する船団を発見し攻撃態勢に入った。その時、護衛の水雷艇千鳥がパイクの潜望鏡を発見し、パイクに対して爆雷を投下。この際、千鳥は「体当たりして潜望鏡を破損させた」と主張した。察知されたパイクは100メートルの深深度へ避退するが、以後8時間に及ぶ爆雷攻撃を千鳥や、現場に駆けつけてきた敷設艇成生や特設掃海艇第三高島丸（宇和島運輸、131トン）、特設駆潜艇第九日東丸（日東漁業、97トン）などから受けることとなった。最初の1時間の攻撃でパイクは主電動機を破損し、コントロール盤が火災を起こした。また、エンジンルームも浸水し、その浸水を排水するポンプも破損した。おまけに、爆発のショックで外装発射管の魚雷1本が破損する有様であった。6時間後、爆雷攻撃がひとまず止んだのでパイクは潜望鏡深度にまで浮上した。しかし、上空を哨戒中の航空機が対潜爆弾2発を投下し、パイクは爆発の衝撃で70メートルの深さにまで吹き飛ばされた。水圧により、これ以上船体が持たなくなる恐れが出てきたため、パイクは周囲に敵がいなくなった頃を見計らって浮上し、全速力で海域を離れて窮地を脱した。しかし、哨戒はここで打ち切られることとなった。1月23日、パイクは48日間の行動を終えてミッドウェー島に帰投。艦長がルイス・D・マクレガー・ジュニア少佐（アナポリス1930年組）に代わった。
3月31日、パイクは7回目の哨戒でトラック諸島方面に向かった。4月12日に小型タンカーと中型輸送船の輸送船団に対して攻撃を行って失敗。4月13日から14日にかけての深夜、パイクは北緯01度25分 東経148度22分 / 北緯1.417度 東経148.367度のアドミラルティ諸島近海で大型船2隻と小型船1隻で構成されたとみられる輸送船団を発見し、陸軍輸送船まどらす丸（南洋海運、3,802トン）を撃破した。4月23日未明、パイクは北緯04度20分 東経152度02分 / 北緯4.333度 東経152.033度のトラック諸島南方で折からのスコールの中に一つの小目標を発見するも、間もなく見失ってしまう。そうこうしているうちに、この小目標、すなわち対潜掃討中の第37号駆潜艇に発見され、爆雷攻撃を受けた。この攻撃でモーター類に重大な損傷を被ったため哨戒を打ち切り、真珠湾に引き返すこととなった。帰投途中の4月25日にはサタワン環礁を偵察し、夜に入ってから3インチ砲弾21発を撃ち込んだ。5月7日、パイクは40日間の行動を終えて真珠湾に帰投した。
7月22日、パイクは8回目の哨戒でマリアナ諸島方面に向かった。8月5日、パイクは北緯28度30分 東経158度50分 / 北緯28.500度 東経158.833度の南鳥島近海で海軍徴傭船昌寿丸（川崎汽船、1,991トン）を撃沈した。翌8月6日には、北緯21度03分 東経153度31分 / 北緯21.050度 東経153.517度の地点で空母大鷹と吹雪型駆逐艦を発見する。目標は20ノットから22ノットの速力でジグザグ航行しており、やがて爆雷攻撃が始まるが、大鷹に対して外装発射管に装填分も含めた魚雷6本を発射。大鷹撃破と判断されたものの、実際には魚雷は命中しなかった。8月22日には北緯20度07分 東経138度07分 / 北緯20.117度 東経138.117度の地点で6隻の輸送船団を発見し、翌23日にまたがる三度の攻撃の末、陸軍輸送船東運丸（岡田商船、1,965トン）を撃破した。9月9日、パイクは50日間の行動を終えてミッドウェー島に帰投。これがパイクの最後の哨戒となった。

### 退役・戦後
パイクは、より優れたガトー級潜水艦やバラオ級潜水艦の大量就役により第一線任務から退いた。11月3日、パイクはコネチカット州ニューロンドンに到着する。その後終戦までニューロンドン海軍潜水艦基地で訓練任務を担当した。パイクは終戦後の1945年11月15日にボストンで退役し、1946年9月にメリーランド州ボルチモアで予備役訓練艦となる。訓練任務が完了すると、1956年2月17日に除籍され、1957年1月14日にニューヨークのA・G・スクーンメーカー社にスクラップとして売却された。
パイクは第二次世界大戦の戦功で4個の従軍星章を受章した。